# 麺屋極鶏

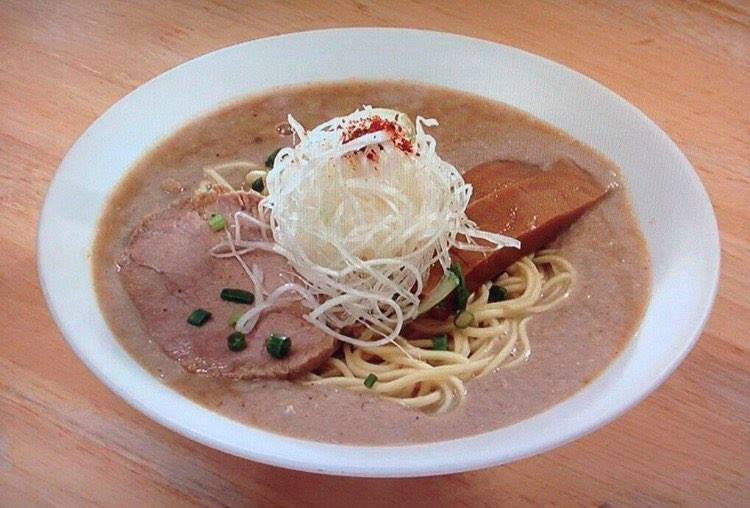
麺屋極鶏・鶏だく

麺屋極鶏（めんやごっけい）は、株式会社極鶏ジャパンが運営する、京都府京都市左京区一乗寺などで鶏白湯ラーメンなどを提供しているラーメン店。2011年5月創業。代表取締役は今江公一。

## 沿革
- 2011年（平成23年）
  - 5月 - 今江は、前職は美容師[2]:46だったが、ラーメンで勝負をしたいと一念発起[3]。四半世紀続く[4]:34老舗ラーメン店「タンポポ」（京都市北区）で修行を開始[5]。12年[5]の修業を経て、2011年5月4日[6]:102創業。
  - 12月 - 関西ウォーカーの企画「2011年総決算！！関西グルメベスト81」の「'11新店グルメBEST」「ラーメン・つけ麺編」で鶏白湯部門でグランプリを受賞[7]:22,23。

- 2013年（平成25年）
  - 7月 - ローソンが開催した「全国銘店ラーメン味巡り（夏）」で、監修した「鶏だく冷しつけ麺」が発売される[8][9]。
  - 10月 - ラーメンWalkerの企画「ラーメンWalkerグランプリ[注 1]2012推し麺ランキング」の京都新店部門で第2位を受賞[11]:17。
  - 12月 - ぴあの企画「第1回究極のラーメンAWARD2012関西」[注 2]で鶏白湯部門でグランプリを受賞[12]:19[14]。

- 2014年（平成26年）
  - 3月 - 「麺屋極鶏」、「GoKKEI」、「鶏だく」を商標登録する[注 3]。
  - 10月 - 「ラーメンWalkerグランプリ2013本気ランキング」の京都総合部門で第1位を受賞[2]:46。

- 2016年（平成28年）
  - 1月 - 「食べログJapan Ramen Award2016」[注 4]で京都府で第1位[15]を受賞。
  - 5月 - 東洋水産からカップ入り即席麺「マルちゃん縦型ビッグ麺屋極鶏鶏だく」を発売[16][注 5]。
  - 10月 - 「関西ラーメンダービー2016」に極龍拳（麺屋極鶏＋龍旗信＋拳ラーメン）として参加し、優勝[18]。

- 2017年（平成29年）
  - 6月 - 「食べログラーメンWEST百名店2017」に選出[19][注 6]。

- 2018年（平成30年）
  - 10月 - 東洋水産からカップ入り即席麺「マルちゃん麺屋極鶏赤だく」を発売[23]。

- 2019年（令和元年）
  - 10月 - 「ラーメンWalkerグランプリ2018旨い店ランキング」の京都総合部門で第1位を受賞[24]:52[25]。

- 2020年（令和2年）
  - 9月 - 「ラーメンWalkerグランプリ」で、2016年京都総合第3位[26]:41、2017年第2位[27]:55、2018年第1位[24]:52、2019年第3位[28]:53となり、2020年から殿堂店[注 7]入りする[29]:50。

- 2021年（令和3年）
  - 7月 - 近畿エリアのローソンで、監修した「鶏だく冷しつけ麺」を発売[30][31]。
  - 8月 - 東洋水産からファミリーマート限定で「麺屋極鶏赤だく」を発売[32][33]。
  - 12月 - JR二条駅構内に当店の冷凍自動販売機を設置し営業を開始[34][35]。

- 2022年（令和4年）
  - 2月 - エキマルシェ大阪で当店の冷凍自動販売機を設置し営業を開始[36][37][38]。
  - 同月 - 近畿エリアのローソンで、監修したコラボ商品を2品「鶏だくラーメン」、「チャーシューおにぎり」を発売[39]。
  - 3月 - 京都駅八条西コインロッカー横（タクシー乗り場前）、京都ヨドバシで当店の冷凍自動販売機を設置し営業を開始[40][41]。

## 特徴
- 今江は、創業に当たり「他にないラーメンを作りたい」[42][43]との想いで「今までにない味」[44]:59[5]:25を目指した。研究の結果、「超濃厚肉濁鶏白湯」[5]:24,25を考案。ひと口食べた際の「ドロドロ」[45]:47[46]:130、「どろり」[47][48][49]、「ザラザラ」[5]:24,25と感じる「濃さ」「濃度」[注 8]を追求した賜物である。

- スープで使用する鶏は銘柄より鮮度が良いものを重視[6]:102、野菜はほぼ入れず約半日[60]炊いて作る[5]:24,25。ドロドロのスープは、沸点が低く、温度も下がり易いため[61]、熱々の丼にタレを入れスープを注いでも混ぜず、麺を移した後も解さないで提供される[5]:24,25。

- 「食べ飽きない」[5]:25工夫も考案。麺はカド[44]:59[46]:130がある低加水[44]:59[4]:64の瑞穂食品工業（京都府京都市、屋号：麺屋棣鄂[46]:130[53]:122[62]）製[63]の中太ストレート麺[64][4]:64[5]:25。カドがあるため噛んだときに口の中で麺を感じることができる[5]:25。チャーシューは分厚い[4]:64[65]肩ロース[5]:25。メンマは歯ざわりのアクセント、箸休め[4]:64になるように幅広切りにし[53]:122、繊維と反対に切り、噛んだところで噛み切れるようにした[66][5]:25。九条ねぎは濃厚スープに負けるので白ねぎ[67]:77[4]:64をトッピング[5]:25。その上に黒胡椒[68]、唐辛子[67]:77[4]:64をかけて、食べ進むと少しずつ口に入ってさっぱり感じられるようにした[69][5]:25。

## メディア
- 2013年1月 - 新春しゃべくり6時間半SP！[70]
- 同年11月 - SmaSTATION！！[71]
- 2014年8月 - 水野真紀の魔法のレストラン[72]
- 同年9月 - 横山由依（AKB48）がはんなり巡る 京都いろどり日記[73]
- 2015年2月 - 旅グルメ[74]
- 同年7月 - 空から日本をみてみよう＋[75]
- 同年9月 - 秘密のケンミンSHOW[76]
- 同年11月 - バイキング[77]
- 2016年7月 - 松本家の休日[78]
- 2017年5月 - 水野真紀の魔法のレストラン[79]
- 同年8月 - Nスタ[80]
- 同年11月 - 帰れまサンデー・見っけ隊[81][82]
- 2019年5月 - 秘密のケンミンSHOW[83]
- 2020年2月 - 幸せ！ボンビーガール[84]
- 2020年8月 - 大阪ほんわかテレビ[85]の「おうちで気軽に楽しめる！お取り寄せ麺Best6」で、通販で500食が5分で販売されたなどと紹介される[86][87][88]。
- 同年6月 - バナナマンのせっかくグルメ！！[89][90][91]
- 同年12月 - 伊沢くんと修学旅行[92][93]
- 2020年12月 - バナナマンのせっかくグルメ[94]
- 2021年4月 - ZIP！[95]
- 同年4月 - ロコだけが知っている[96][97]